# 陳執中 (洪武辛亥進士)
陳執中，字守正，福建福州連江人，明朝官員，同進士出身。

## 生平
洪武三年，福建乡试中举。洪武四年（1371年），陳執中辛亥科二甲第八名進士。后任內邱縣縣丞。